# The Ripper
«The Ripper» (укр. Різник) — пісня британського хеві-метал-гурту Judas Priest, написана Ґленном Тіптоном і випущена в березні 1976 року як перший і єдиний сингл з альбому Sad Wings of Destiny. Текст пісні, написаний гітаристом Тіптоном невдовзі після того, як він приєднався до гурту, розповідає про відомого вбивцю 19-го століття Джека Різника з точки зору вбивці. Під час запису дебютного альбому Rocka Rolla вокаліст Роб Гелфорд дописав кілька завершальних штрихів, але за рішенням продюсера Роджера Бейна вони були виключені з альбому.

До сьогодні вона вважається однією з найкращих пісень гурту сімдесятих, навіть деякі критики, такі як Стів Г'юї з Allmusic, зазначали, що «...гітарні рифи «The Ripper» і «Tyrant» – це перші паростки того, що згодом розквітне в нову хвилю британського хеві-металу». З іншого боку, Оззі Осборн прокоментував цю пісню на збірці The Chosen Few:
«Це завжди була одна з моїх улюблених пісень Judas Priest, і я просто хочу знати, що за довбану ноту співає Роб Гелфорд на початку пісні. Чорт! Ця нота, напевно, трохи нижче тієї, яку можуть чути тільки собаки.»

## Сингл
| 7" вініл | 7" вініл               | 7" вініл                           | 7" вініл   |
| #        | Назва                  | Автор                              | Тривалість |
| -------- | ---------------------- | ---------------------------------- | ---------- |
| 1.       | «The Ripper»           | Ґленн Тіптон                       | 2:50       |
| 2.       | «Island of Domination» | Роб Гелфорд, Тіптон, К. К. Даунінг | 4:32       |

| 7" вініл (лімітована версія) | 7" вініл (лімітована версія) | 7" вініл (лімітована версія)        | 7" вініл (лімітована версія) |
| #                            | Назва                        | Автор                               | Тривалість                   |
| ---------------------------- | ---------------------------- | ----------------------------------- | ---------------------------- |
| 1.                           | «The Ripper»                 | Тіптон                              | 2:50                         |
| 2.                           | «Victim of Changes»          | Ел Аткінс, Гелфорд, Тіптон, Даунінг | 7:47                         |

| 12" вініл (1979) | 12" вініл (1979)       | 12" вініл (1979)         | 12" вініл (1979) |
| #                | Назва                  | Автор                    | Тривалість       |
| ---------------- | ---------------------- | ------------------------ | ---------------- |
| 1.               | «The Ripper»           | Тіптон                   | 2:50             |
| 2.               | «Island of Domination» | Гелфорд, Тіптон, Даунінг | 4:32             |
| 3.               | «Never Satisfied»      | Даунінг, Аткінс          | 4:53             |

## Склад
- Роб Гелфорд  — вокал
- К. К. Даунінг  — гітари
- Ґленн Тіптон  — гітара, бек-вокал
- Іен Гілл  — бас
- Алан Мур  — ударні